# ماكديرميت (نيفادا)
ماكديرميت (بالإنجليزية: McDermitt)‏ هو تجمع سكني غير مدخل يقع على حدود ولايتي نيفادا وأوريغون في الولايات المتحدة، وهو مقسم بين مقاطعتي هومبولت في نيفادا، ومالهيور في أوريغون. واستند اقتصاد ماكديرميت تاريخيا على التعدين والزراعة والرعي. وأغلقت آخر منجم في عام 1990، ما أدى إلى انخفاض مطرد في عدد السكان.
بلغ مجموع السكان 513 نسمة حسب تعداد عام 2010. وكان ثلاثة أرباع السكان من الهنود الأمريكيين، ومعظمهم من قبائل البايوتي الشمالية من محمية فورت ماكديرميت الهندية، والتي تضم أيضا أفراد من قبيلة شوشوني. 

## المناخ
يظهر الجدول التالي التغييرات المناخية على مدار السنة لماكديرميت:
| البيانات المناخية لـماكديرميت     | البيانات المناخية لـماكديرميت | البيانات المناخية لـماكديرميت | البيانات المناخية لـماكديرميت | البيانات المناخية لـماكديرميت | البيانات المناخية لـماكديرميت | البيانات المناخية لـماكديرميت | البيانات المناخية لـماكديرميت | البيانات المناخية لـماكديرميت | البيانات المناخية لـماكديرميت | البيانات المناخية لـماكديرميت | البيانات المناخية لـماكديرميت | البيانات المناخية لـماكديرميت | البيانات المناخية لـماكديرميت |
| الشهر                             | يناير                         | فبراير                        | مارس                          | أبريل                         | مايو                          | يونيو                         | يوليو                         | أغسطس                         | سبتمبر                        | أكتوبر                        | نوفمبر                        | ديسمبر                        | المعدل السنوي                 |
| --------------------------------- | ----------------------------- | ----------------------------- | ----------------------------- | ----------------------------- | ----------------------------- | ----------------------------- | ----------------------------- | ----------------------------- | ----------------------------- | ----------------------------- | ----------------------------- | ----------------------------- | ----------------------------- |
| الدرجة القصوى °ف (°م)             | 66 (19)                       | 70 (21)                       | 79 (26)                       | 87 (31)                       | 98 (37)                       | 105 (41)                      | 111 (44)                      | 105 (41)                      | 100 (38)                      | 92 (33)                       | 75 (24)                       | 65 (18)                       | 111 (44)                      |
| متوسط درجة الحرارة الكبرى °ف (°م) | 41.1 (5.1)                    | 46.7 (8.2)                    | 53.4 (11.9)                   | 61.1 (16.2)                   | 70.6 (21.4)                   | 80.8 (27.1)                   | 91.3 (32.9)                   | 89.3 (31.8)                   | 80 (27)                       | 67.3 (19.6)                   | 50.7 (10.4)                   | 41.8 (5.4)                    | 64.5 (18.1)                   |
| متوسط درجة الحرارة الصغرى °ف (°م) | 19.2 (−7.1)                   | 22.7 (−5.2)                   | 25.7 (−3.5)                   | 29.6 (−1.3)                   | 36.7 (2.6)                    | 43.5 (6.4)                    | 49.2 (9.6)                    | 47.5 (8.6)                    | 40 (4)                        | 31.9 (−0.1)                   | 25.1 (−3.8)                   | 19.3 (−7.1)                   | 32.5 (0.3)                    |
| أدنى درجة حرارة °ف (°م)           | −29 (−34)                     | −24 (−31)                     | −3 (−19)                      | 8 (−13)                       | 15 (−9)                       | 22 (−6)                       | 28 (−2)                       | 20 (−7)                       | 10 (−12)                      | −2 (−19)                      | −8 (−22)                      | −29 (−34)                     | −29 (−34)                     |
| الهطول إنش (مم)                   | 0.74 (19)                     | 0.58 (15)                     | 0.87 (22)                     | 0.99 (25)                     | 1.38 (35)                     | 1.02 (26)                     | 0.35 (8.9)                    | 0.41 (10)                     | 0.48 (12)                     | 0.7 (18)                      | 0.83 (21)                     | 0.8 (20)                      | 9.15 (232)                    |
| متوسط تساقط الثلوج إنش (سم)       | 3.3 (8.4)                     | 1.9 (4.8)                     | 2.4 (6.1)                     | 0.9 (2.3)                     | 0.3 (0.76)                    | 0 (0)                         | 0 (0)                         | 0 (0)                         | 0 (0)                         | 0.1 (0.25)                    | 1 (2.5)                       | 2.7 (6.9)                     | 12.6 (32)                     |
| متوسط أيام هطول الأمطار           | 6                             | 5                             | 6                             | 7                             | 8                             | 6                             | 2                             | 3                             | 3                             | 4                             | 7                             | 6                             | 63                            |
| المصدر:                           |                               |                               |                               |                               |                               |                               |                               |                               |                               |                               |                               |                               |                               |